# Andu Kelati
Andu Yobel Kelati (Francoforte, 13 agosto 2002) è un calciatore tedesco, attaccante dell'Holstein Kiel.

## Carriera
Kelati è cresciuto nel settore giovanile del FSV Francoforte ed ha debuttato in prima squadra il 22 febbraio 2020 nell'incontro di Regionalliga perso 1-0 contro il Saarbrücken. La stagione successiva ha iniziato a giocare con maggior frequenza e l'8 maggio 2021 ha segnato il suo primo gol nel successo per 4-2 sul Bahlinger SC. Nel 2022 è stato acquistato dall'Hoffenheim che lo ha assegnato alla propria seconda squadra.
Dopo due stagioni da titolare nelle quali ha messo a segno 19 reti in 65 partite è stato acquistato dall'Holstein Kiel, neopromosso in Bundesliga. Ha debuttato con il nuovo club il 17 agosto in DFB-Pokal nell'incontro vinto 3-2 contro l'Alemannia Aquisgrana ed una settimana dopo ha esordito anche nella massima divisione tedesca nell'incontro perso 3-2 contro l'Hoffenheim dove è stato espulso per somma di ammonizioni.

## Statistiche

### Presenze e reti nei club
Statistiche aggiornate al 18 gennaio 2025.
| Stagione               | Squadra                | Campionato             | Campionato | Campionato | Coppe nazionali | Coppe nazionali | Coppe nazionali | Coppe continentali | Coppe continentali | Coppe continentali | Altre coppe | Altre coppe | Altre coppe | Totale | Totale | Totale |
| Stagione               | Squadra                | Comp                   | Pres       | Reti       | Comp            | Pres            | Reti            | Comp               | Pres               | Reti               | Comp        | Pres        | Reti        | Pres   | Reti   |        |
| ---------------------- | ---------------------- | ---------------------- | ---------- | ---------- | --------------- | --------------- | --------------- | ------------------ | ------------------ | ------------------ | ----------- | ----------- | ----------- | ------ | ------ | ------ |
| 2019-2020              | FSV Francoforte        | RL                     | 1          | 0          | -               | -               | -               | -                  | -                  | -                  | -           | -           | -           | 1      | 0      |        |
| 2020-2021              | FSV Francoforte        | RL                     | 23         | 1          | -               | -               | -               | -                  | -                  | -                  | -           | -           | -           | 23     | 1      |        |
| 2021-2022              | FSV Francoforte        | RL                     | 20         | 1          | -               | -               | -               | -                  | -                  | -                  | -           | -           | -           | 20     | 1      |        |
| Totale FSV Francoforte | Totale FSV Francoforte | Totale FSV Francoforte | 44         | 2          |                 | -               | -               |                    | -                  | -                  |             | -           | -           | 44     | 2      |        |
| 2022-2023              | Hoffenheim II          | RL                     | 31         | 8          | -               | -               | -               | -                  | -                  | -                  | -           | -           | -           | 31     | 8      |        |
| 2023-2024              | Hoffenheim II          | RL                     | 34         | 11         | -               | -               | -               | -                  | -                  | -                  | -           | -           | -           | 34     | 11     |        |
| Totale Hoffenheim II   | Totale Hoffenheim II   | Totale Hoffenheim II   | 65         | 19         |                 | -               | -               |                    | -                  | -                  |             | -           | -           | 65     | 19     |        |
| 2024-2025              | Holstein Kiel II       | RL                     | 1          | 0          | -               | -               | -               | -                  | -                  | -                  | -           | -           | -           | 1      | 0      |        |
| 2023-2024              | Holstein Kiel          | BL                     | 4          | 0          | CG              | 1               | 0               |                    | -                  | -                  | -           | -           | -           | 5      | 0      |        |
| Totale carriera        | Totale carriera        | Totale carriera        | 114        | 21         |                 | 1               | 0               |                    | -                  | -                  |             | -           | -           | 115    | 21     |        |